# Rio Ataba
O rio Ataba é um curso de água do norte da Etiópia e um afluente do rio Tekezé. O rio corre na direção noroeste na maior parte do seu percurso.